# Alliance for the Preservation of English in Canada
Die Alliance for the Preservation of English in Canada (APEC; deutsch „Allianz für den Erhalt des Englischen in Kanada“) war ein Verein in Kanada, der gegen die Politik der offiziellen Zweisprachigkeit der kanadischen Regierung opponierte.
Er wurde 1977 von der Staatsangestellten Irene Hilchie gegründet, die fürchtete, aufgrund ihrer mangelhaften Französischkenntnis in ihrem Beruf diskriminiert zu werden. Das berühmteste Mitglied war jedoch Jock Andrew, dessen Pamphlet Bilingual Today, French Tomorrow (etwa „Heute zwei-, morgen französischsprachig“) vorgab, Bilingualismus sei eine Verschwörung der Regierung zur vollkommenen Französisierung Kanadas.
Die Gruppe erreichte Ende der 1980er ihren größten Einfluss, als sie zur Verwerfung des Meech Lake Accord beitrug. Zudem nahm die Vereinigung an einer Kampagne teil, welche den Gemeinden Ontarios empfahl, sich als einsprachig anglophon zu deklarieren – als Reaktion auf den French Language Services Act zum Schutz der bedeutenden frankophonen Bevölkerung in der Provinz. Obwohl der Act gar nicht auf Gemeindeebene griff, instrumentalisierte die APEC ihn als Dammbruchargument für die angebliche Notwendigkeit einer einseitigen Anglophonie der Gemeinden.
Bekanntestes Beispiel war eine solche Resolution der Gemeinde Sault Ste. Marie vom 29. Januar 1990. In Québec wurde das neben weiteren xenophoben Vorfällen als generelle Haltung Anglo-Kanadas gegenüber der Provinz Québec aufgefasst, und die Vorfälle trugen zum erneuten Erwachen der Unabhängigkeitsbewegung und somit zum Québec-Referendum 1995 bei.
Die APEC arbeitete auch mit der rechten Partei der Konföderation der Regionen und der konservativen Reformpartei Kanadas zusammen, welche beide ähnlichen Ansichten zum Bilingualismus und der Rolle Québecs in der Kanadischen Konföderation vertraten.
Die APEC gab vor, nicht antifranzösisch zu sein, glaubte aber, dass bei der Förderung offizieller Zweisprachigkeit Steuergelder vergeudet würden.
Im Februar 2000 wanderte die Hauptverwaltung der Organisation nach Toronto ab und änderte den Namen in Canadians Against Bilingualism Injustice (CABI; dt. etwa „Kanadier gegen Zweisprachigkeitsunrecht“). 2001 änderte sich der Name erneut, diesmal zu Canadian Network for Language Awareness („Kanadisches Netzwerk für Sprachbewusstsein“).
Bei der Unterhauswahl 2000 gab CABI über 150.000 kanadische Dollar als registrierte Drittpartei aus. Das meiste davon wurde für Annoncen in Zeitungen der Provinz verwendet. Bei nachfolgenden Wahlen waren keine Aktivitäten mehr wahrnehmbar.
Jahrelang gehörte der APEC/CABI die Adresse www.bilingualism.org, jedoch lief die Registrierung irgendwann zwischen 2000 und 2010 ab.